# 第一次紅色恐慌
美國歷史上的第一次紅色恐慌（英語：First Red Scare）發生於1919年—1920年，泛指布爾什維克主義和無政府主義引起的廣泛恐懼，以及美國社會間的激進政治性煽動，其中尤以美國勞工運動影響最深。
恐慌起源自第一次世界大戰結束後過度蓬勃的國家主義；戰爭落幕後，隨著俄國十月革命興起，美國政府也預見了組織化勞工抗議行動背後潛藏的革命因子，如西雅圖大罷工和波士頓警察罷工，以及無政府主義團體針對政商界領袖而來的炸彈事件，儘管它們的規模等都無法和俄國相比。勞工騷動和無政府主義者轟炸事件，以及美國司法部長亞歷山大·米切爾·帕爾默對激進組織的壓制命令，都在加劇了社會的不安。於是渲染的誇大言論四處流散，非法搜查和扣押、無根據的逮捕與拘留嚴重侵害人民權利，更有數百名疑似激進分子與無政府主義者遭到驅逐出境。 此外，美國日益增長的反移民本土主義運動情緒把來自南歐和東歐的移民的增加，視為對美國政治和社會穩定的威脅。
當時美國的所有社會秩序問題，包括像種族衝突等事件，都被政客用布爾什維克主義和美國共產主義的所謂「威脅」來解釋，把一切都怪罪於共產主義。美國政府利用社會對激進主義的恐懼感，限制美國憲法允許的基本言論自由，僅開放特定旗幟和標語。1920年，時任美国司法部长亚历山大·米切尔·帕尔默指控左派人士將在國際勞動節發起大規模激進血腥起義行動，推翻美國政府。他以此為借口推行了一系列針對無政府主義者和共產主義者的突襲行動，將他們驅逐出美國，這讓人們的擔憂達到頂峰，警察和民兵做好了最壞的打算。然而，當日卻甚麼時都沒有發生。很快，公眾輿論和法院轉而反對帕爾默和他的突襲行動，第一次紅色恐慌結束。

## 1919年5月
1919年5月1日，左派進行了特別大規模的遊行，波士頓，紐約和克利夫蘭通常和平的遊行隊伍發生了暴力襲擊。警方共逮捕了114名來自共產主義方面的人。當地報紙指出，被捕者中只有8人在美國出生。一些人認為遊行無害，遊行者的熱情如果放任自流就會消減。鹽湖城論壇報認為，言論自由已達到一種不受限制的威脅。

## 緩解
在美國司法部長米切爾·帕爾默時期，胡佛警告該國，要預料到最壞的情況。1920年5月到來，未發生任何事件。克拉倫斯·丹諾稱其為五月恐慌。每個人都在嘲笑米切爾·帕爾默。

## 外部連結
- 紅色恐慌（1918年—1920年）影像數據庫